# Aschaff
Die Aschaff ist ein knapp 17 km, mit dem Quellbach Kleinaschaff zusammen gut 21 Kilometer langer rechter und nördlicher Nebenfluss des Mains bei Mainaschaff im unterfränkischen Landkreis Aschaffenburg. Sie fließt in westlichen Richtungen durch den bayerischen Spessart.

## Name
Der ursprüngliche Name Ascafa (980) entstammt dem althochdeutschen Wort asc für Esche und dem indoeuropäischen Wort Ap, das Wasser bedeutet. Als Erklärung ergibt sich daraus „ein von Eschen bestandener Wasserlauf“. 
Der Fluss gab den Gemeinden Waldaschaff und Mainaschaff sowie der Stadt Aschaffenburg, zwischen deren Stadtteilen Damm und Strietwald er fließt, ihre Namen. Den gleichen Namensursprung hat auch der in der Nähe fließende Fluss Elsava (von Elsapha Erlenwasser).

## Geographie

### Verlauf

#### Quellbäche

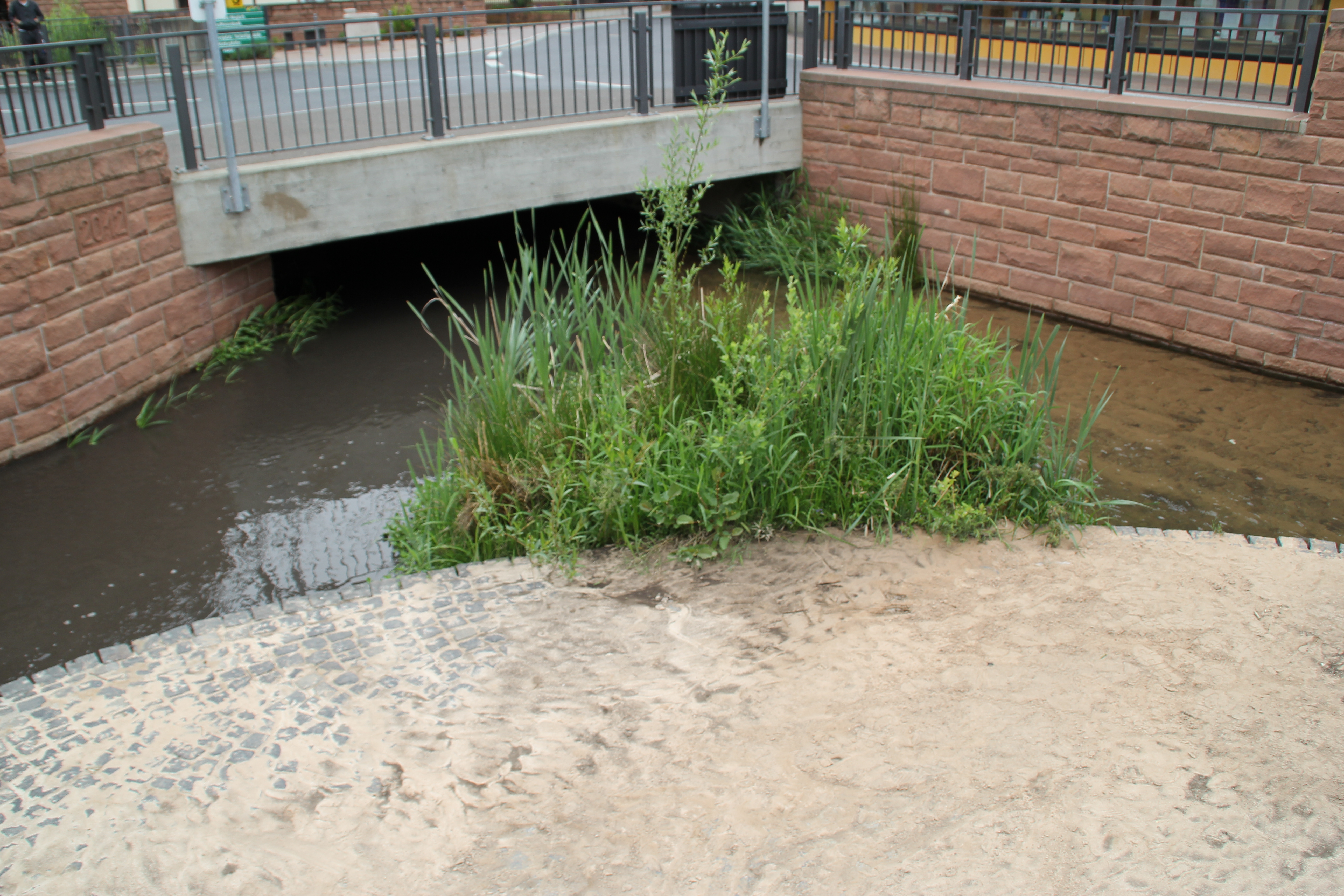
Zusammenfluss von Kleinaschaff (links) und Autenbach (rechts) zur Aschaff (nach hinten)

Die Aschaff entsteht aus dem Zusammenfluss von rechtem Autenbach und linker Kleinaschaff. Die beiden Quellbäche vereinigen sich in der Gemeinde Waldaschaff auf einer Höhe von 189 m ü. NHN.
Kleinaschaff

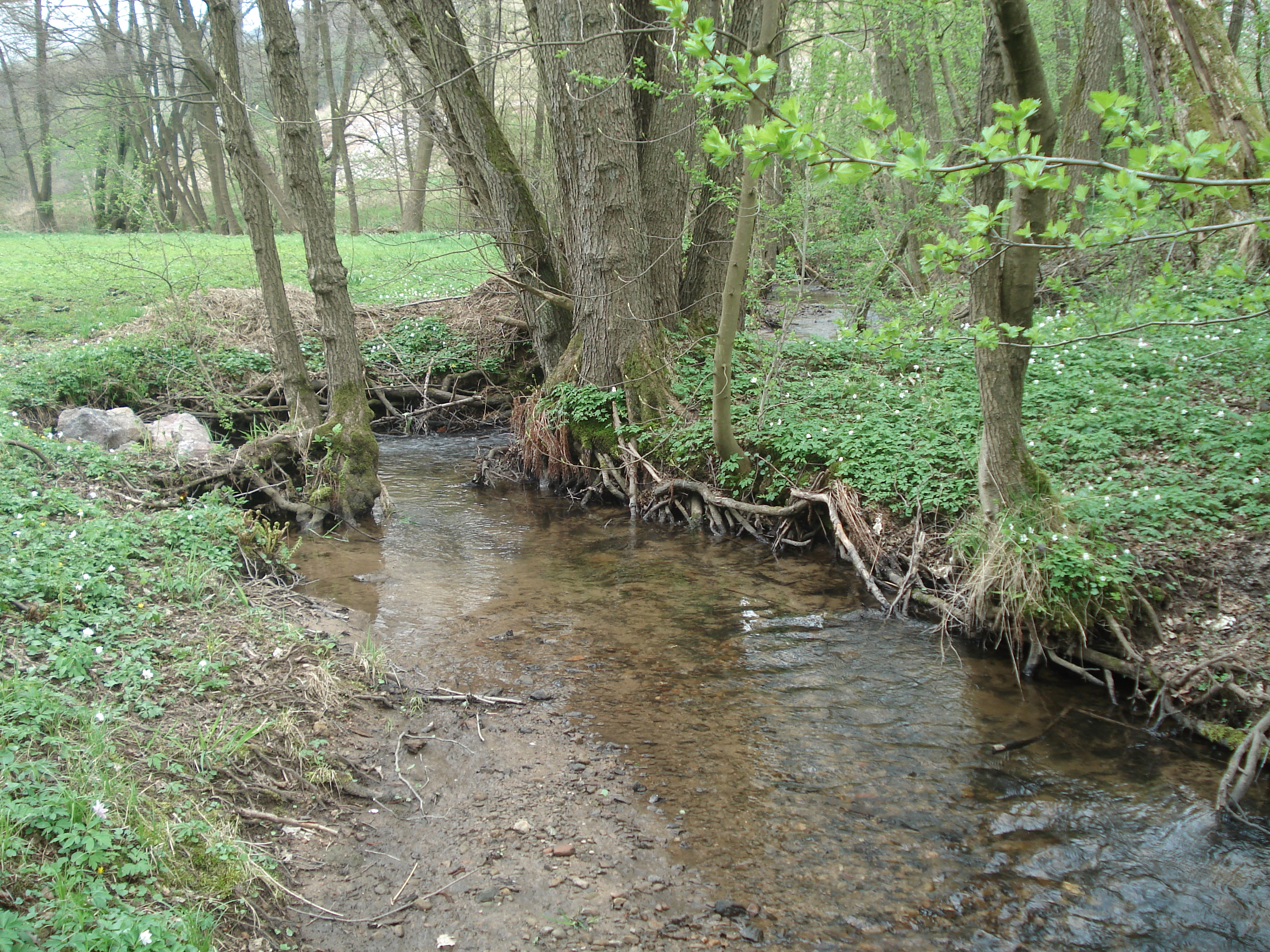
Die Kleinaschaff

Die Kleinaschaff ist der linke Quellbach der Aschaff und hat ein Einzugsgebiet von 7,9 km². 
Sie entspringt der Aschaffquelle im Waldaschaffer Forst, in der Nähe von Weibersbrunn. Die Kleinaschaff ist mit 4,4 km etwas länger als der Autenbach und wird offiziell als der Hauptstrang der Aschaff angesehen. Sie hat die gleiche Gewässerkennzahl wie die Aschaff. Ihr Tal wird von der markanten Kauppenbrücke überspannt.
Autenbach

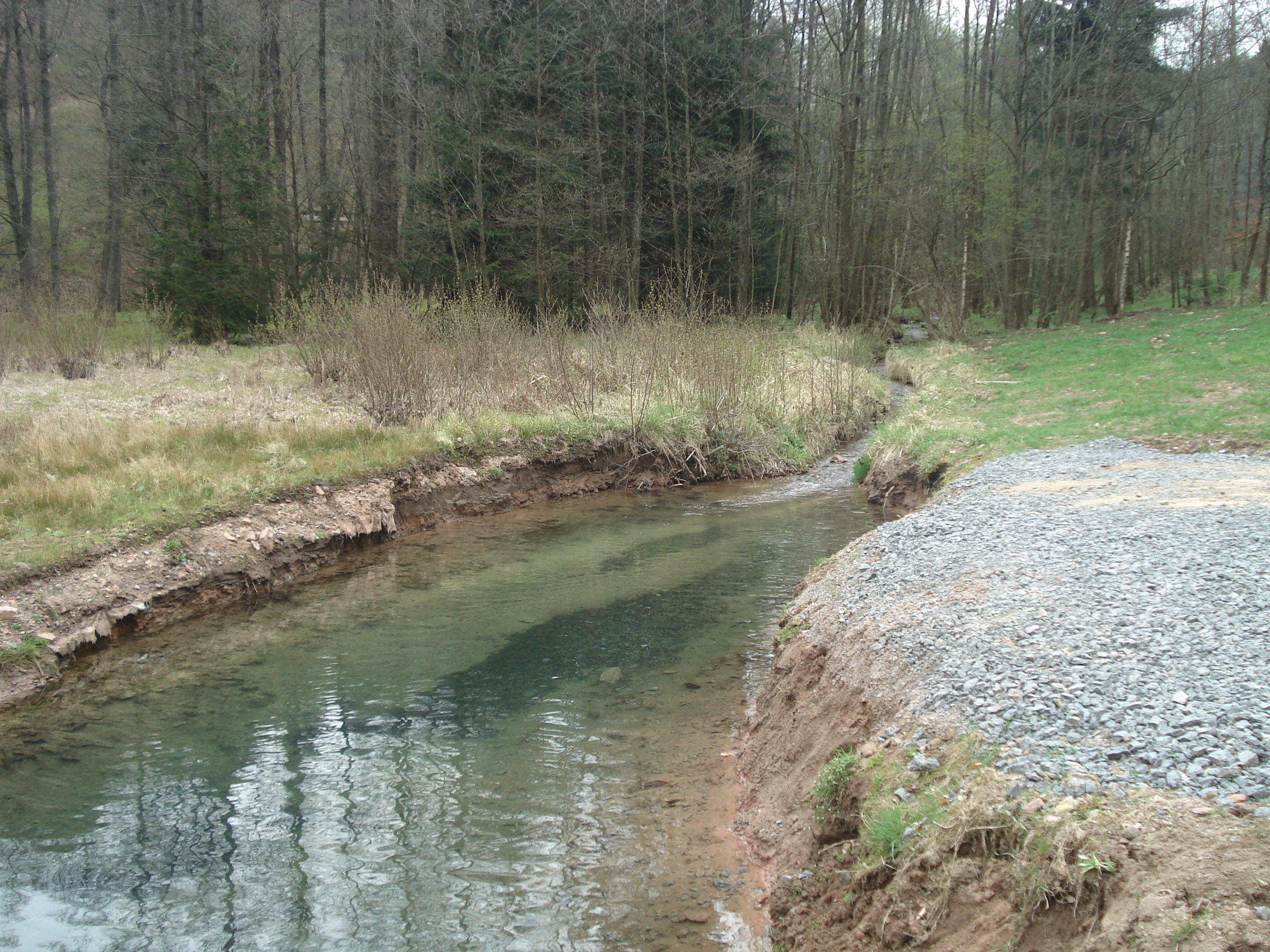
Der Autenbach

Der Autenbach ist der 3,7 km lange rechte Quellbach der Aschaff. 
Er hat ein Einzugsgebiet von 12,7 km². Er wird, obwohl er das größere Einzugsgebiet hat, als Nebenstrang der Aschaff angesehen.

#### Weiterer Verlauf
Nach dem früher verrohrten und mittlerweile wieder freigelegten Zusammenfluss der Quellbäche am Dorfplatz in Waldaschaff, verläuft die dort auch Mühlbach genannte Aschaff durch das Dorf und tritt in nordwestlichem Lauf auf die Gemarkung von Bessenbach über. Westlich des Schlosses Weiler unterquert sie die A 3. Dort fließt ihr aus dem Süden der etwa gleich große Bessenbach zu.
Die A 3 begleitet nun den Fluss nach Hösbach. Im Gebiet dieser Gemeinde bei Hösbach-Bahnhof, quert die Aschaff die Trasse der Main-Spessart-Bahn und erneut die Autobahn und es mündet erst der Nonnenbach von links und ungefähr 130 m weiter die in westliche Richtung fließende Laufach von rechts. Sie ist im Schnitt etwas wasserreicher und der größte Zufluss der Aschaff. Danach schwenkt die Aschaff auf westsüdwestlichen Kurs.
Im weiteren Verlauf wird die Aschaff auch weiterhin, von der von Würzburg nach Frankfurt am Main führenden A 3, parallel begleitet. Um die Lärmgrenzwerte nach dem Ausbau auf sechs Fahrstreifen einzuhalten, wurde der Verkehrsweg dort eingehaust. Dazu wurde das Flussbett mehrmals verlegt und auch teils stark begradigt. Das Aschafftal ist von dort ab beidseitig bis an die Berghänge bebaut. Die Aschaff erreicht dann die Marktgemeinde Goldbach, wo sie Autobahn noch einmal unterquert.

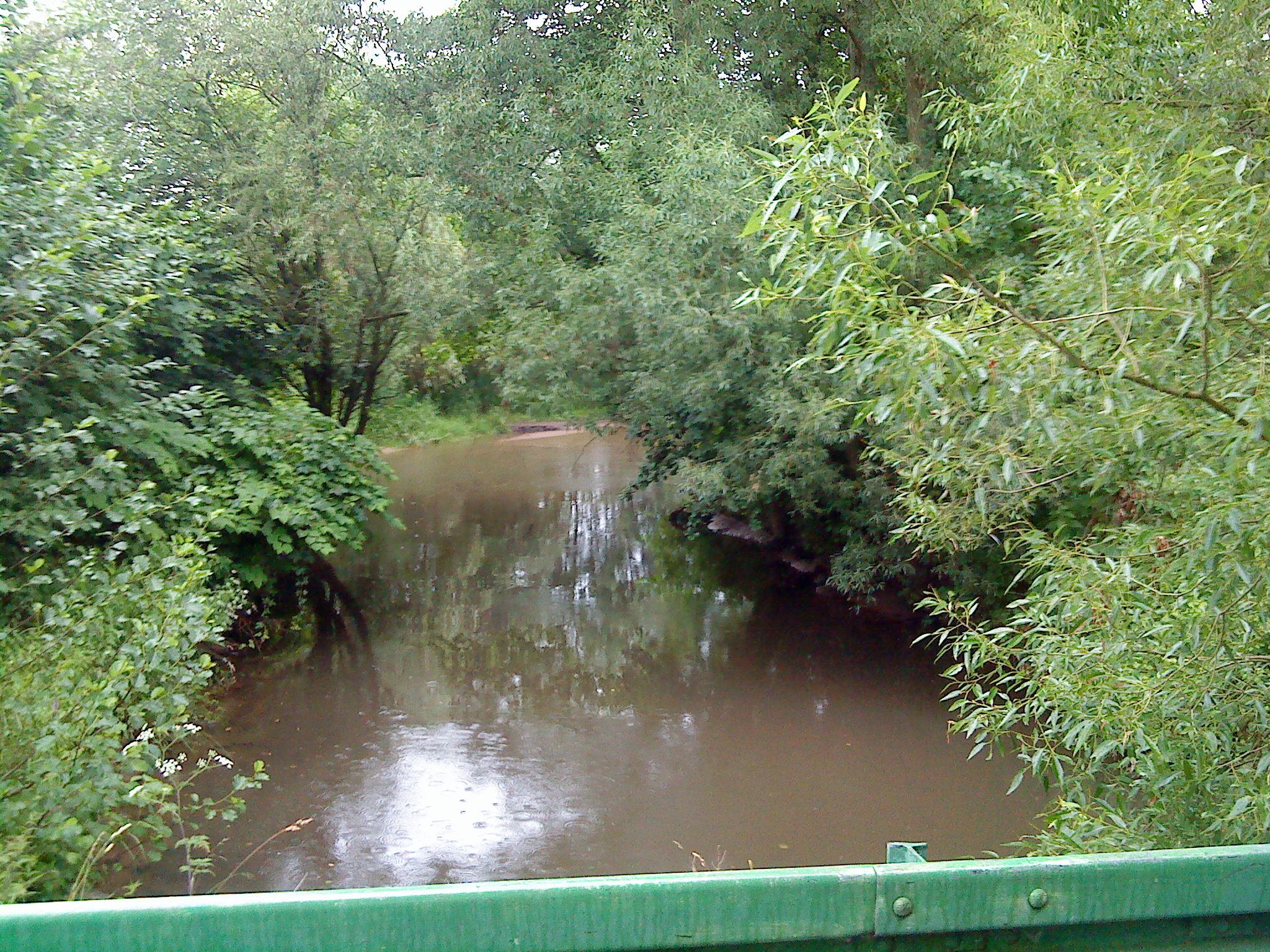
Die Aschaff etwa 100 m vor ihrer Mündung in den Main

Danach fließt die Aschaff in das Stadtgebiet von Aschaffenburg ein und trennt die Stadtteile Damm links und Strietwald rechts. Weiter flussabwärts bildet sie die Grenze zwischen Aschaffenburg und Mainaschaff. Nachdem die Main-Spessart-Bahnlinie und die Bundesstraße 8 queren, mündet die Aschaff schließlich in der Nähe der Kläranlage der Stadt Aschaffenburg, jedoch schon auf dem Gebiet von Mainaschaff, von rechts und in südwestlicher Richtung auf 108,5 m ü. NHN in den Main.

#### Aschaffmündung
Die alte Aschaff verlief vor dem Jahr 1920 mitten durch den Bereich der heutigen Kläranlage der Stadt Aschaffenburg und mündete dort direkt in den Main. Sie bildete die natürliche Grenze zwischen Mainaschaff und der Stadt Aschaffenburg.
Beim Bau der ehemaligen Staustufe Mainaschaff zu Beginn der 20er Jahre wurde die Mündung der Aschaff um ca. 2 km in das Unterwasser der Staustufe verlegt. Dazu wurde ein neues Gerinne parallel zum Main gebaut, dessen Verlauf zum Teil noch heute zwischen Main und Radweg zu sehen ist.
Anfang der 70er Jahre wurde mit dem Bau der heutigen Staustufe Kleinostheim die Mündung der Aschaff erneut verlegt. Die Aschaff war vor allem durch Abwasser der Papierindustrie stark belastet und führte sehr viele Schwebstoffe mit sich. Das nahe, ehemalige Kraftwerk befürchtete eine Beeinträchtigung der Kühlwasserentnahme. Daher wurde die Aschaff in einem künstlichen, mainparallelen Gerinne unterhalb der Entnahmestelle über ein Betonrohr in den Main geführt. Über ein Teilungsbauwerk mit Streichwehr wurden bei Hochwasser die Wassermassen direkt in den Main geleitet.
Auf rund 600 m Länge wurde 2001 ein neues gewundenes Bett für die Aschaff geschaffen. Die Aschaff mündet nun wieder direkt in den Main ohne Umweg über ein technisches Bauwerk, das den natürlichen Wandertrieb der Fließgewässertiere behindert. Gleichzeitig wurde das bisherige, künstliche Gerinne entlang des Radweges verfüllt. Die Bäume wurden erhalten.

### Einzugsgebiet

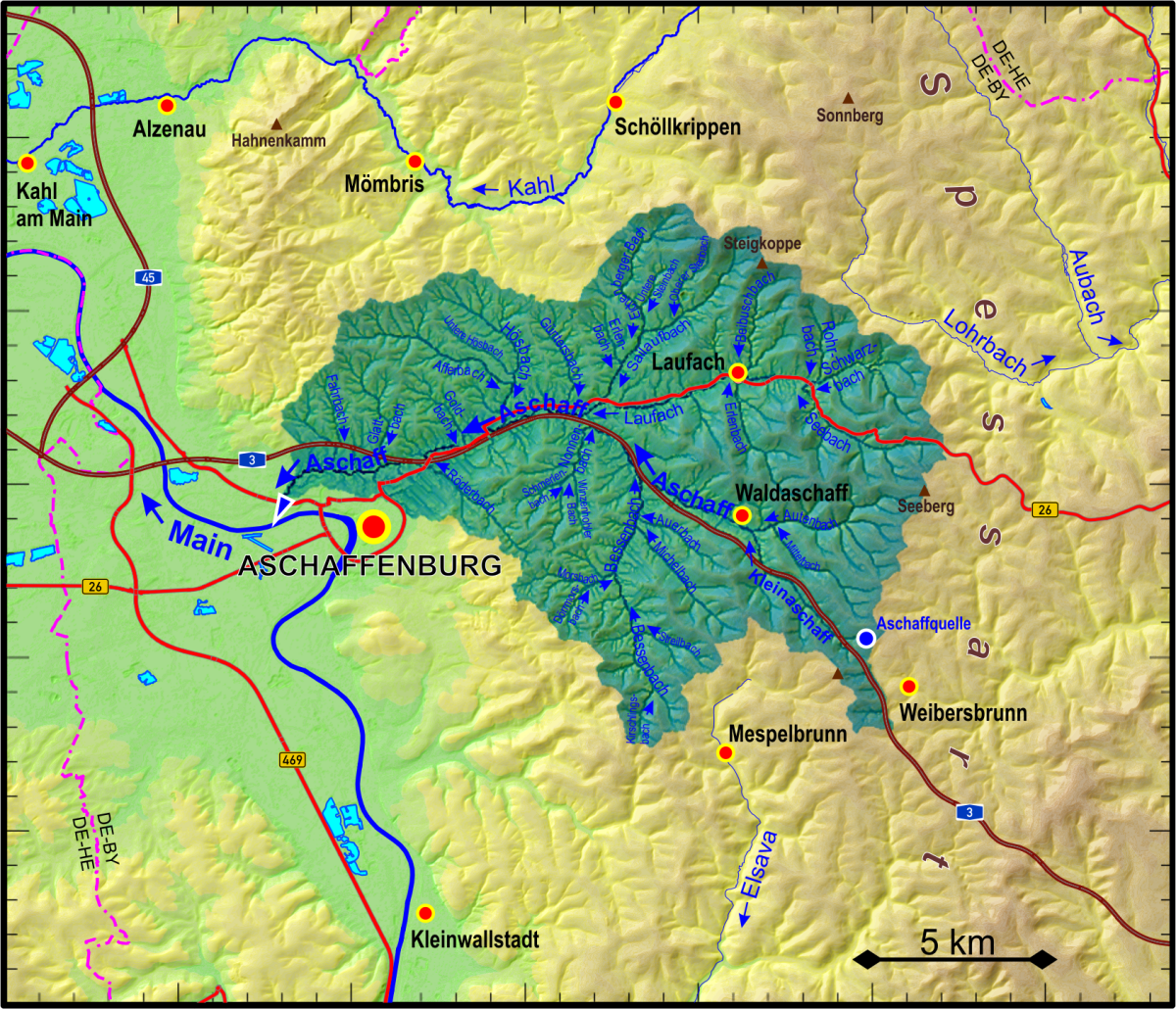
Einzugsgebiet der Aschaff

Das 166,57 km² große Einzugsgebiet der Aschaff liegt im Spessart und wird durch sie über den Main und den Rhein zur Nordsee entwässert.
Es grenzt
- im Nordosten an das Einzugsgebiet des Lohrbach, der über den Aubach und die Lohr in den Main entwässert
- im Südosten an das der Hafenlohr, die in den Main mündet
- im Süden an das der Elsava, die ebenfalls in den Main mündet
- im Südwesten an die Einzugsgebiete der beiden Mainzuflüsse Sulzbach und Hensbach
- im Nordwesten an das des Steinbach, auch ein Mainzufluss
- und im Norden an das des Mainzuflusses Kahl.

Die höchste Erhebung in die Steigkoppe mit 502 m ü. NHN im Nordosten des Einzugsgebiets.

### Nebenflüsse
Zu den Zuflüssen der Aschaff gehören (flussabwärts betrachtet):
| Name                       | GKZ      | Länge [km] | Mündungshöhe (m ü. NN) | Zuflussrichtung | Mündungsort                | Bemerkung                                                  |
| -------------------------- | -------- | ---------- | ---------------------- | --------------- | -------------------------- | ---------------------------------------------------------- |
| Autenbach                  | 24754-12 | 3,7        | 189                    | rechts          | Waldaschaff                | rechter Quellbach                                          |
| Kleinaschaff               | 24754    | 4,4        | 189                    | links           | Waldaschaff                | linker Quellbach (manchmal als Teil der Aschaff angesehen) |
| Heerbach                   |          | 1,2        | 168                    | rechts          | Waldaschaff                |                                                            |
| Bessenbach                 | 24754-2  | 8,1        | 157                    | links           | Bessenbach-Keilberg        |                                                            |
| Gogelgraben                |          | 1,5        | 155                    | rechts          | Bessenbach-Unterbessenbach |                                                            |
| Nonnenbach                 |          | 4,3        | 145                    | links           | Hösbach                    |                                                            |
| Laufach                    | 24754-4  | 11,4       | 144                    | rechts          | Hösbach                    |                                                            |
| Güntersbach                |          | 3,0        | 142                    | rechts          | Hösbach                    |                                                            |
| Hösbach                    | 24754-6  | 5,1        | 135                    | rechts          | Hösbach                    |                                                            |
| Klingengraben              |          | 1,4        | 134                    | links           | Hösbach                    |                                                            |
| Röderbach                  |          | 4,0        | 130                    | links           | Goldbach                   |                                                            |
| Goldbach                   |          | 4,4        | 129                    | rechts          | Goldbach                   |                                                            |
| Glattbach                  |          | 4,0        | 126                    | rechts          | Aschaffenburg-Damm         |                                                            |
| Lohmgraben (Lohmühlgraben) |          | 3,0        | 117                    | rechts          | Aschaffenburg-Damm         |                                                            |

Anmerkungen zur Tabelle
1. ↑  Topographische Karte 1:10000 Bayern Nord
2. ↑  Gewässerkennzahl, in Deutschland die amtliche Fließgewässerkennziffer mit zur besseren Lesbarkeit eingefügtem Trenner hinter dem Präfix, das einheitlich für die allen gemeinsamen Aschaff steht

## Daten
Der Höhenunterschied von der Quelle (der Kleinaschaff) bis zur Mündung in den Main bei Mainaschaff beträgt 205 Meter. Das Einzugsgebiet umfasst 167,88 km².

## Hochwasser

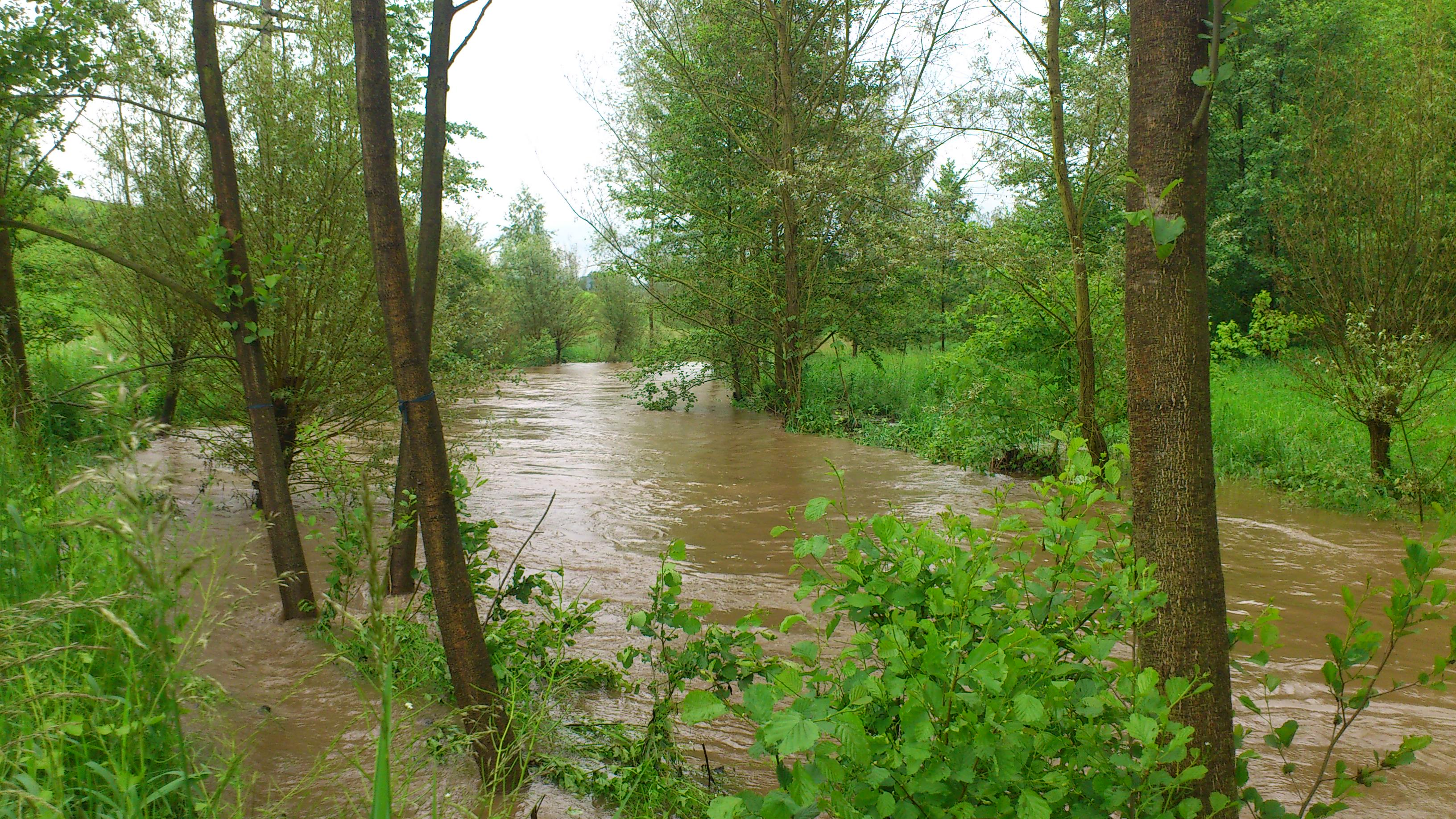
Das Hochwasser der Aschaff im Mai 2013

## Fauna
In der Aschaff kommen Bachforelle, Bachneunauge, Bachschmerle, Brachse, Elritze, Gründling, Hasel, Hecht, Laube, Mühlkoppe, Nase, Rotauge und Schied vor.

## Mühlen
Vom Zusammenfluss bis zur Mündung
- Spatzenmühle
- Aschaffsteghammer
- Holzmühle
- zwei Goldbacher Mühlen
- Aumühle
- Haselmühle
- Pfaffenmühle
- Schneidmühle
- Mühle (in Damm)
- Bergmühle
- Schwalbenmühle (Ölmühle)
- Obere Papiermühle
- Untere Papiermühle